# 1976 (Film)
1976 ist ein Filmdrama von Manuela Martelli, das im Mai 2022 bei den Filmfestspielen in Cannes seine Premiere feierte.

## Handlung
Die 50-jährige Hausfrau Carmen stammt aus einer bürgerlichen Familie und führt mit ihrem Mann Miguel, einem erfolgreichen und angesehenen Arzt, und den erwachsenen Kindern ein gutbürgerliches Leben in der Hauptstadt Santiago. Im Winter 1976, drei Jahre nachdem Augusto Pinochet durch einen Putsch zum Staatschef Chiles wurde und eine Militärdiktatur errichtet hat, fährt sie in ihr Sommerhaus, um die Renovierungsarbeiten zu überwachen und etwas Zeit für sich zu haben. Dort wird sie von Padre Sánchez, dem Priester der kleinen Küstenstadt, gebeten, ihm bei der Pflege eines jungen Mannes namens Elias zu helfen, der dem Widerstand gegen den Diktator angehört, von einer Kugel verwundet wurde und bei ihm Zuflucht gefunden hat. Da Carmen über medizinische Kenntnisse verfügt und selbst einmal Medizin studieren wollte und sich schon zuvor für gemeinnützige Projekte in der Kirche engagiert hat, stimmt sie zu.

## Produktion
Regie führte die Chilenin Manuela Martelli, die gemeinsam mit Alejandra Moffat auch das Drehbuch schrieb, die zuletzt für den chilenischen Horror-Stop-Motion-Animationsfilm La casa lobo von Joaquín Cociña und Cristóbal León tätig war. Martelli gibt mit 1976 ihr Regiedebüt bei einem Spielfilm. Als Schauspielerin wirkte sie zuvor in mehr als 15 Filmen mit.
Das Jahr 1976, in dem der Film spielt, ist das Jahr, in dem Martellis Großmutter mütterlicherseits starb. Sie hatte sie nie kennengelernt, wusste aber von anderen Verwandten, dass sie ihrer Zeit voraus war. Die Regisseurin fand Familienvideos, die mit einer Super-8-Kamera aufgenommen wurden, und wollte neben diesen eingefangenen glücklichen Momenten auch in die Lücken zwischen ihnen eintauchen, in die Erfahrungen, die von der anderen Realität erzählten.

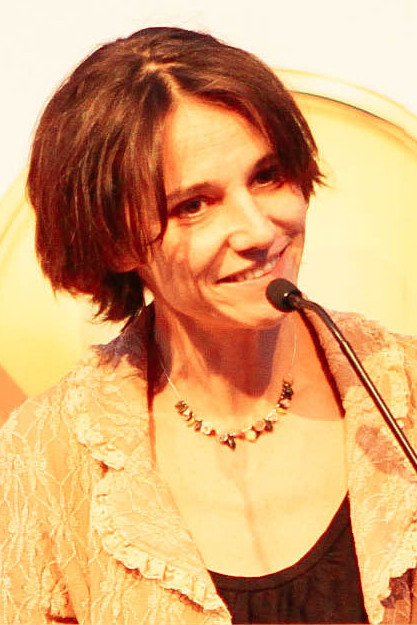
Aline Küppenheim spielt in der Hauptrolle Carmen

Aline Küppenheim spielt in der Hauptrolle die Hausfrau Carmen. Die in Spanien geborene, chilenische Theater-, Film- und Fernsehschauspielerin französischer Abstammung, die in ihrem Heimatland als eine der größten Darstellerinnen aller Zeiten angesehen wird, wurde international auch durch Sebastián Lelios Film Eine fantastische Frau bekannt, in dem sie eine größere Rolle übernommen hatte. Die Regisseurin hatte mit Küppenheim bereits für Machuca, mein Freund von Andrés Wood aus dem Jahr 2004 zusammengearbeitet, bei dem sie beide vor der Kamera standen. Wood ist auch einer der Produzenten von 1976. Nicolás Sepúlveda, der kurz vor Beginn der Dreharbeiten seine Schauspielausbildung abschloss, ist in der Rolle des jungen, verletzten Mannes namens Elías zu sehen. Hugo Medina spielt Padre Sánchez, der ihn bei sich aufgenommen hat.
Die Dreharbeiten fanden im Sommer 2021 statt, teils im Ferienort Las Cruces der chilenischen Küstenstadt/gemeinde El Tabo in der Provinz San Antonio in der Region Valparaíso. Als Kamerafrau fungierte Yarará Rodríguez.
Die Filmmusik komponierte die brasilianische Jazz- und Improvisationsmusikerin Mariá Portugal. Das Soundtrack-Album wurde im März 2023 von der Staatsakt Rec. GmbH als Download veröffentlicht.
Im Mai 2022 wurde der Film von Luxbox beim Marché du film der Internationalen Filmfestspiele von Cannes präsentiert. Zu dieser Zeit wurde der erste Trailer vorgestellt. Die Premiere des Films erfolgte am 26. Mai 2022 bei den Filmfestspielen in Cannes, wo er in der Quinzaine des Réalisateurs gezeigt wurde. Im August 2022 wurde er beim Melbourne International Film Festival vorgestellt und im September 2022 beim Internationalen Filmfestival von San Sebastián. Ende September, Anfang Oktober 2022 wurde 1976 beim Filmfest Hamburg gezeigt. Ebenfalls im Oktober 2022 erfolgten Vorstellungen beim Filmfest Osnabrück und beim Chicago International Film Festival und auch beim Tokyo International Film Festival, wo 1976 im Hauptwettbewerb gezeigt wurde. Im Dezember 2022 soll er in Berlin bei Around the World in 14 Films gezeigt werden. Mitte Dezember 2022 erfolgte ein Start in den Deutschschweizer Kinos. Im Januar 2023 wurde er beim Palm Springs International Film Festival gezeigt. Ende Januar, Anfang Februar 2023 wurde der Film beim Göteborg International Film Festival vorgestellt. Anfang April 2023 erfolgten Vorstellungen im Rahmen der Reihe New Directors / New Films, einem gemeinsamen Filmfestival des New Yorker Museum of Modern Art und der Film Society of Lincoln Center. Am 5. Mai 2023 kam der Film in ausgewählte US-Kinos. Im Mai 2023 wurde er auch beim Seattle International Film Festival gezeigt. Im November 2023 wird er beim Wiesbadener Exground Filmfest vorgestellt.

## Rezeption

### Kritiken
Von den bei Rotten Tomatoes aufgeführten Kritiken sind 91 Prozent positiv bei einer durchschnittlichen Bewertung mit 7,3 von 10 möglichen Punkten. Bei Metacritic erhielt der Film einen Metascore von 78 von 100 möglichen Punkten.

### Auszeichnungen
Around the World in 14 Films 2022
- Nominierung im Wettbewerb[27]

Directors Guild of America Awards 2024
- Nominierung als Bester Debütfilm (Manuela Martelli)[28]

Göteborg International Film Festival 2023
- Nominierung im internationalen Wettbewerb[21]

Goya 2023
- Nominierung als Bester iberoamerikanischer Film[29]

Internationale Filmfestspiele von Cannes 2022
- Nominierung für die Caméra d’Or (Manuela Martelli)[30]

Jerusalem Film Festival 2022
- Auszeichnung als Bestes internationales Filmdebüt (Manuela Martelli)
- Auszeichnung als Bestes internationales Filmdebüt mit dem Award for International Cinema (Manuela Martelli)[31][32]

London Film Festival 2022
- Auszeichnung mit dem Sutherland Award im First Feature Competition (Manuela Martelli)[33]

Palm Springs International Film Festival 2023
- Auszeichnung mit dem Ibero-American Award[34]

Premios Platino del Cine Iberoamericano 2023
- Auszeichnung als Best Ibero-American Debut Fiction Film (Manuela Martelli)[35]

San Sebastián International Film Festival 2022
- Nominierung für den Horizons Award (Manuela Martelli)[36]

Tokyo International Film Festival 2022
- Nominierung im Hauptwettbewerb
- Auszeichnung als Beste Schauspielerin (Aline Küppenheim)[37][38]